# Orbigny-au-Mont
Orbigny-au-Mont är en kommun i departementet Haute-Marne i regionen Grand Est (tidigare regionen Champagne-Ardenne) i nordöstra Frankrike. Kommunen ligger i kantonen Neuilly-l'Évêque som tillhör arrondissementet Langres. År 2022 hade Orbigny-au-Mont 135 invånare.

## Befolkningsutveckling
Antalet invånare i kommunen Orbigny-au-Mont
| Referens: INSEE |